# Schizochelus flavescens
Schizochelus flavescens är en skalbaggsart som beskrevs av Blanchard 1850. Schizochelus flavescens ingår i släktet Schizochelus och familjen Melolonthidae. Inga underarter finns listade i Catalogue of Life.